# Ibn Amira Al-Mahzumi
Abu l-Mutarrif Ibn `Amira (Alcira, provincia de Valencia, 1186 - Túnez, 1260) fue un historiador, poeta y jurista andalusí durante el periodo almohade.
Fue uno de los grandes cancilleres de la administración almohade y ocupó altos cargos en la administración musulmana de Játiva, Sevilla, Murcia, Denia, Valencia y Marruecos. 

## Vida y obra
Ibn `Amira fue cadí de Mallorca y trabajó para el sultán almohade en Valencia y Sevilla. Tras la toma de Valencia en 1238 se exilió en Marruecos, donde continuó trabajando para el sultán como secretario de Estado y ejerció de cadí en numerosas ciudades norteafricanas. En sus últimos años fue acogido por la corte hafsí de Túnez. 
Una de sus principales actividades era redactar cartas, misivas y todo tipo de documentación oficial, en lo cual su estilo literario creó escuela, de forma que sus cartas se emplearon como modelo hasta el siglo XVI. Falleció quizás en el exilio de Túnez, entre 1251 y 1259. Pero es conocido sobre todo por su crónica en prosa rimada de la conquista de Mallorca, Kitab Tarih Mayurqa, por los cristianos. La obra se creía perdida y su hallazgo por parte del profesor Muhammad ben Mamar en 2001 de forma fortuita en una biblioteca de Tinduf, en el Sáhara argelino, la ha convertido en el único documento que sirve de contrapunto árabe al Llibre dels fets, la visión aragonesa de la campaña. 
Relata la historia de Mayurqa desde 1209 hasta 1231. Concuerda con la historia aragonesa en el esquema de la conquista/pérdida de la mayor de las Islas Orientales de Al Ándalus: la captura de unas naves como excusa para la invasión cristiana, el desembarco en Santa Ponsa, la crucial batalla de Portopí, el derrumbe de las murallas por efecto de labor de zapa y la matanza final. Además de las interpretaciones opuestas, el texto árabe ofrece muchas novedades sobre cómo se vivió la contienda en el bando musulmán, con la simpatía del autor por los musulmanes mallorquines en contra de los refugiados almohades. Ibn Amira culpabiliza en todo momento al valí almohade Abú Yahya, por su avaricia y por pésima gestión de la guerra, y especialmente por haber facilitado la disputa interna: se alineó con los almohades que habían recalado en la isla tras su expulsión de Al Ándalus y participó en sus confabulaciones contra los andalusíes mallorquines. La violenta represión contra ellos debilitó considerablemente la fuerza militar árabe. De hecho, como en un filme, justo en el momento en que iba a decapitar a 50 mallorquines llegan los mensajeros anunciando que había avistado un enjambre de naves aragonesas rondando las costas. Ibn Sayri, el cabecilla mallorquín contra los almohades recién llegados, es el héroe del relato.
La temática del paraíso perdido (al-firdaws al-mafqud) lo trató durante su exilio en Carta a un amigo, (el también poeta Ibn al-Abbar).